# 哈斯基冰穹
84°54′S 176°17′E / 84.900°S 176.283°E
哈斯基冰穹是南極洲的冰穹，位於杜費克海岸，屬於毛德王后山脈的一部分，是哈斯基高地的最高點，海拔高度3,580米，處於布蘭道冰川和拉姆西冰川源頭之間，由新西蘭探險隊命名。